# 135 (število)
135 (stó pétintrídeset) je naravno število, za katero velja 135 = 134 + 1 = 136 - 1.

## V matematiki
- sestavljeno število.
- v normalnem prostoru je vsak notranji kot v enakostraničnem osemkotniku enak 135°.
- {\displaystyle 135=1^{2}+3^{2}+5^{2}\,\!}.
- Harshadovo število
- Zuckermanovo število v bazi 10: {\displaystyle 135\mid 1\cdot 3\cdot 5=15\,\!}.

## Drugo

### Leta
- 135 pr. n. št.
- 135, 1135, 2135